# Pont du Viheri
Le pont du Viheri  (en finnois : Viherin silta) est un pont musée en bois à  Joutsa en Finlande,.

## Présentation
Le pont traverse les rapides Viherinkoski entre les lacs Viheri et Suontee.
La décision de construire le pont du Viheri a été prise en 1887 par le conseil municipal. 
Le pont a été réparé dans les années 1930, 1940 et 1960. 
Un nouveau pont a été achevé sur la route régionale 428 entre Joutsa et Pertunmaa en 1971, et le pont du Viheri a été désaffecté, à proximité du nouveau tracé routier.
Il est devenu un pont musée en 1982. 
La direction des musées de Finlande l'a classé parmi les sites culturels construits d'intérêt national en Finlande.